# Otto Wehr

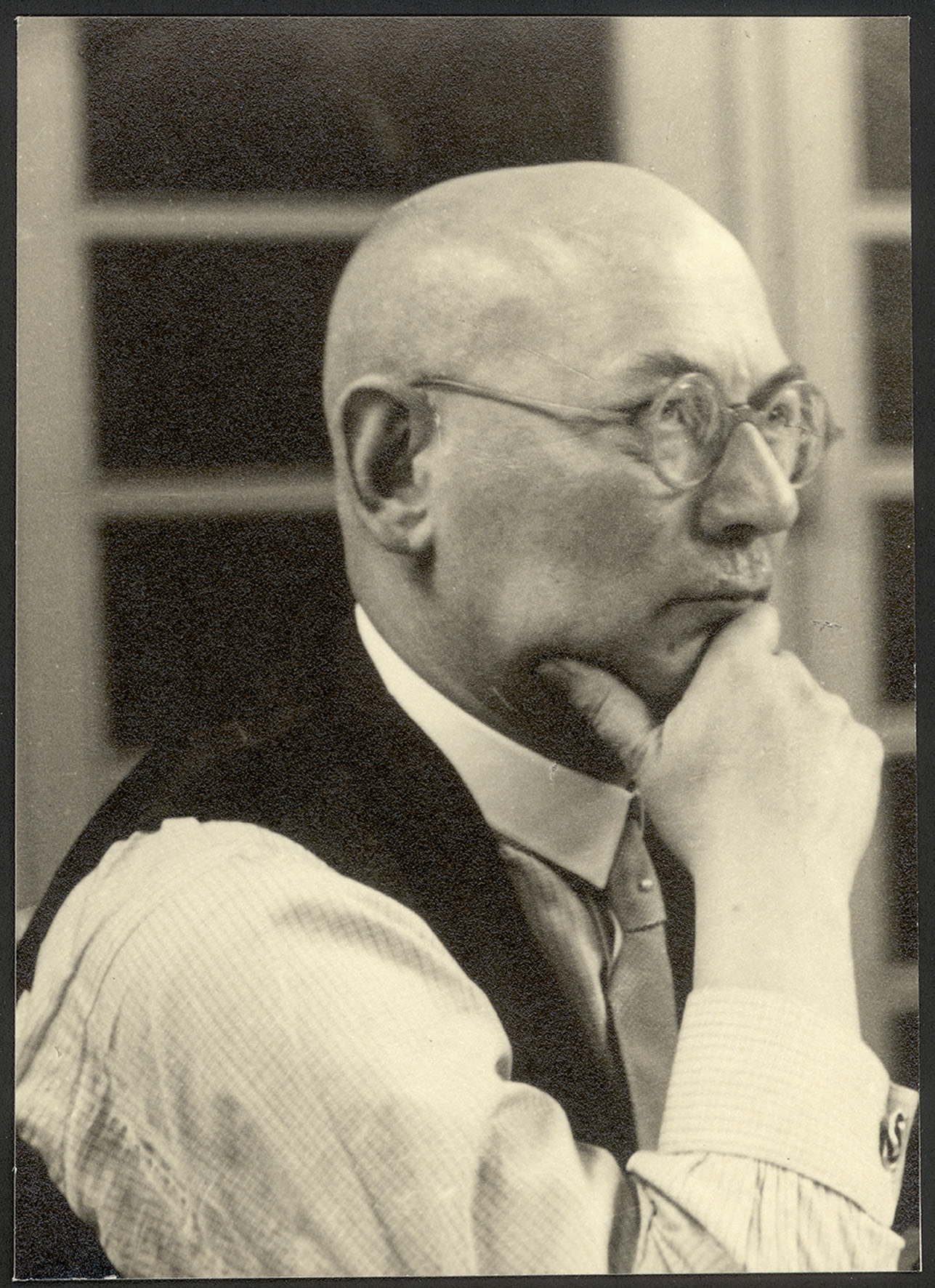
Otto Wehr (1934)

Otto Wehr (* 1. Oktober 1886 in Viersen; † 16. Dezember 1960 in Homburg) war ein deutscher Pfarrer, Superintendent, Kirchenrat und eine führende Persönlichkeit des evangelischen Widerstands der Bekennenden Kirche im Saargebiet gegen den Nationalsozialismus und die Lehren der Deutschen Christen.

## Leben
Wehr wuchs in seiner Heimatstadt Viersen als Sohn eines Oberspinnmeisters und dessen Ehefrau auf. Im April 1906 legte Wehr die Reifeprüfung ab. Bereits seit seinem 9. Lebensjahr in der Kirche aktiv, begann er ein Studium der Theologie an der Universität Bonn. Es folgten ein Studienjahr in Eastbourne, wonach er sein Studium an der Universität Halle-Wittenberg fortsetzte, und 1909 zurück nach Bonn kehrte. Das erste Examen legte er 1910 ab und studierte anschließend zwei Jahre an der Universität Utrecht. Anschließend diente er ein Jahr beim Militär und begann anschließend eine Lehre als Vikar bei Pfarrer Reinhard Johannes von Nasse in Bad Neuenahr. Nach seinem zweiten Examen 1914 wurde er zum Wehrdienst eingezogen. Im Ersten Weltkrieg diente er an der russischen und flandrischen Front. Am 15. Oktober 1914 erhielt er das Eiserne Kreuz 2. Klasse. Sein höchster Dienstgrad war Leutnant. Ab 1916 war er als Felddivisionspfarrer tätig und anschließend in der Militärseelsorge engagiert. Nach seinem Militärdienst wurde er 1917 Pfarrer in Seelscheid. Er heiratete anschließend Elisabeth Dörrbecker und siedelte mit ihr und seinen beiden Kindern 1926 nach Saarbrücken über, wo er am 4. April eine Pfarrstelle in Alt-Saarbrücken besetzte.
Auf der Saarsynode 1933 sprach Wehr über die Lage der evangelischen Kirche und formulierte Grundsätze, die später den Kirchenkampf an der Saar bestimmen sollten: Zentral war seine Ablehnung eines Lehrsatzes der Deutschen Christen, dem zufolge die Deutsche Reichskirche der arischen Rasse vorbehalten sein solle. Zusammen mit den rheinischen Pfarrern Heinrich Held, Joachim Beckmann und Paul Humburg suchte Wehr im Juli 1933 unter dem Motto „Kirche und Evangelium“ die Auseinandersetzung mit den Deutschen Christen. Wehr baute einen Pfarrernotbund an der Saar auf und sorgte für den Anschluss an die Bekennende Kirche.